# HD 113415
HD 113415，又名BD-19 3629，SAO 181357、HR 4935，是一颗恒星，视星等为5.58，位于銀經306.83，銀緯42.2，其B1900.0坐标为赤經12h 58m 24.6s，赤緯-20° 42.2′ 47″。